# Fabio Grossi
Fabio Francesco Grossi (* 3. September 1967 in Mailand) ist ein ehemaliger italienischer Leichtathlet, der sich auf den 400-Meter-Lauf spezialisiert hat. Mit der italienischen 4-mal-400-Meter-Staffel gewann er 1995 die Silbermedaille bei den Hallenweltmeisterschaften Barcelona und siegte 1991 bei den Mittelmeerspielen in Athen.

## Sportliche Laufbahn
Erste internationale Erfahrungen sammelte Fabio Grossi vermutlich im Jahr 1990, als er der italienischen 4-mal-400-Meter-Staffel bei den Europameisterschaften in Split zum Finaleinzug verhalf. Im Jahr darauf gewann er bei den Mittelmeerspielen in Athen in 45,93 s die Silbermedaille über 400 Meter hinter dem Franzosen Olivier Noirot und siegte in 3:03,20 min im Staffelbewerb. Anschließend schied er mit der Staffel bei den Weltmeisterschaften in Tokio mit 3:02,72 min im Vorlauf aus. 1992 schied er bei den Halleneuropameisterschaften in Genua mit 47,60 s im Halbfinale über 400 Meter aus und im August gelangte er bei den Olympischen Sommerspielen in Barcelona mit 3:02,18 min im Finale auf Rang sechs. 1993 wurde er mit der Staffel bei den Hallenweltmeisterschaften in Toronto im Vorlauf disqualifiziert und im Jahr darauf schied er bei den Halleneuropameisterschaften in Paris mit 48,14 s im Semifinale über 400 Meter aus. Im August belegte er dann bei den Freilufteuropameisterschaften in Helsinki in 3:03,46 min den vierten Platz im Staffelbewerb. 1995 gewann er mit der Staffel bei den Hallenweltmeisterschaften in Barcelona in 3:09,12 min gemeinsam mit Andrea Nuti, Roberto Mazzoleni und Ashraf Saber die Silbermedaille hinter dem US-amerikanischen Team. Im Jahr darauf wurde er bei den Halleneuropameisterschaften in Stockholm im Halbfinale über 400 Meter disqualifiziert und 2000 beendete er seine aktive sportliche Karriere im Alter von 33 Jahren.
1993 wurde Grossi italienischer Hallenmeister im 400-Meter-Lauf.

## Persönliche Bestleistungen
- 400 Meter: 45,92 s, 2. September 1994 in Bologna
  - 400 Meter (Halle): 46,46 s, 18. Februar 1992 in Genua